# Piórolotek bagniczek
Piórolotek bagniczek (Buckleria paludum) – gatunek motyla z rodziny piórolotkowatych. Ściśle związany z torfowiskami monofag rosiczki okrągłolistnej, w Polsce uznany za gatunek narażony na wyginięcie.

## Zasięg geograficzny
Gatunek rozsiedlony w niemal całej Palearktyce oraz w Azji południowej. W Europie wykazywany był ze Skandynawii, Rosji, krajów nadbałtyckich, Polski, Słowacji, Czech, Niemiec, Austrii, Szwajcarii, Belgii, Holandii, Luksemburga, Wielkiej Brytanii, Francji i Hiszpanii.
W Polsce spotykany na pojedynczych, izolowanych stanowiskach. Przed 1950 rokiem gatunek podawany był z Pomorza Zachodniego (okolice Szczecina i Stargardu), Dolnego Śląska (w pobliżu Zgorzelca i Rościsławic), Wielkopolski (okolice Poznania) i Małopolski (Myszków). Stanowiska te mają obecnie znaczenie wyłącznie historyczne. Po 1950 roku jego występowanie stwierdzono na siedmiu stanowiskach: w Puszczy Białowieskiej, w Poleskim Parku Narodowym, na Pogórzu Dynowskim (Rezerwat Brodoszurki), w rejonie Rzepina (województwo lubuskie), w okolicach Ostródy i Jakunówka w województwie warmińsko-mazurskim oraz w pobliżu Szczercowa w województwie łódzkim.

## Morfologia
Skrzydła o rozpiętości 13–15 mm, budowy typowej dla rodziny Pterophoridae – wąskie, podzielone na płaty i zaopatrzone w długą strzępinę. Przednie skrzydło brunatnoszare z oliwkowym odcieniem i deseniem w formie niebiesko połyskujących białych przepasek. Składa się z dwóch płatów (piórek) rozdzielonych wcięciem sięgającym poniżej połowy jego długości. Tylne skrzydło ciemno szarobrunatne, podzielone na trzy piórka oddzielone dwoma wcięciami sięgającymi jednej trzeciej (przednie) i jednej ósmej długości skrzydła (tylne). Strzępina skrzydeł z rysunkiem złożonym z białych, szarych i czarnych prążków. Nogi oraz odwłok długie i cienkie. Głowa i przednia część tułowia ciemno szarobrunatne, tylna część tułowia i pierwszy segment odwłoka – białawe z brunatną linią w górnej części. Pozostałe segmenty odwłoka żółtoczarne z dwiema liniami białawych kresek po stronie grzbietowej.

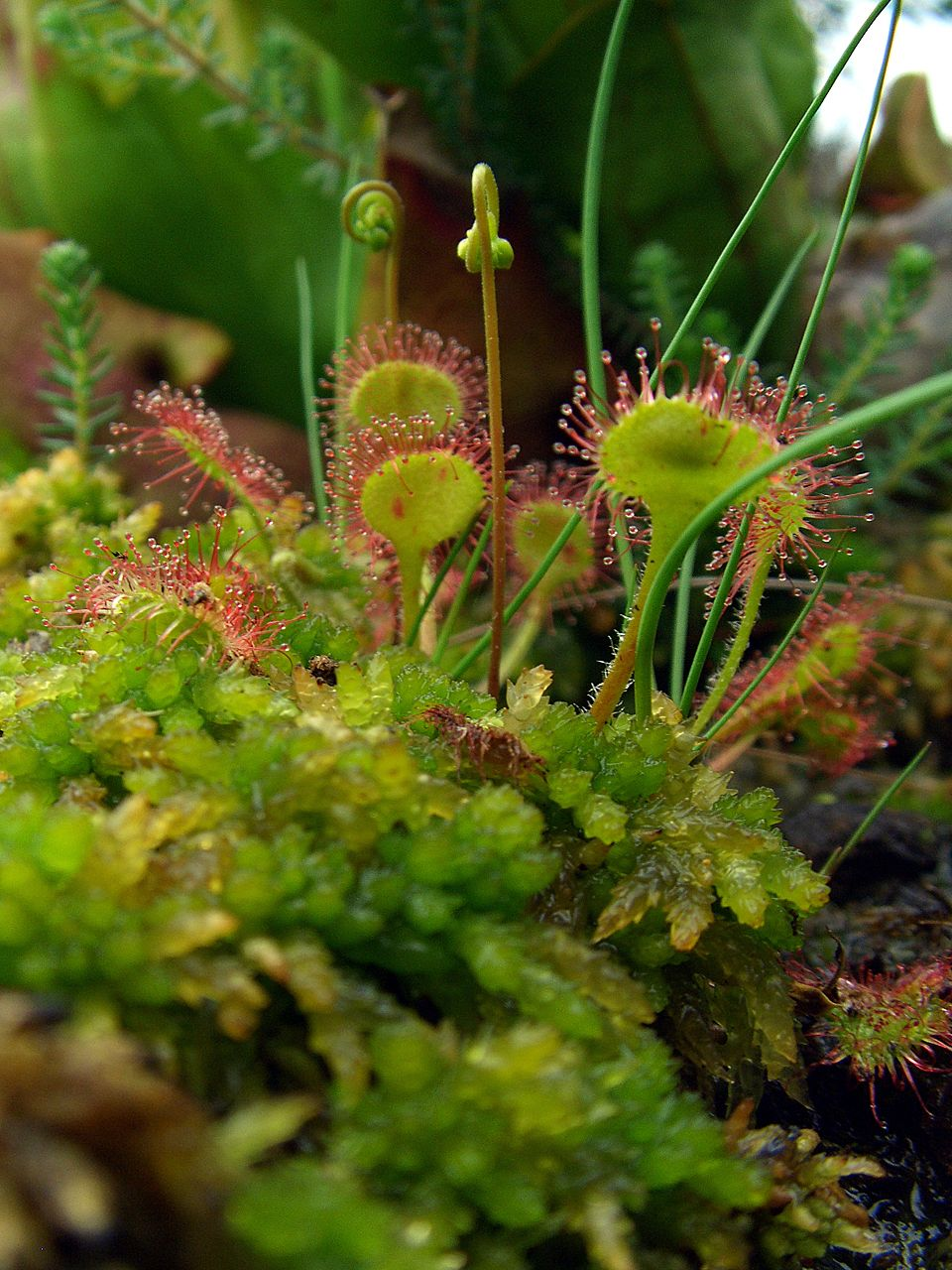
Rosiczka okragłolistna, widoczne pozbawione włosków chwytnych dolne powierzchnie liści

Gąsienica zielonkawa lub żółtawa z czerwonym deseniem po stronie grzbietowej. Poczwarka zielona, również z czerwonymi znaczeniami po stronie grzbietowej.

## Siedlisko i cykl rozwojowy

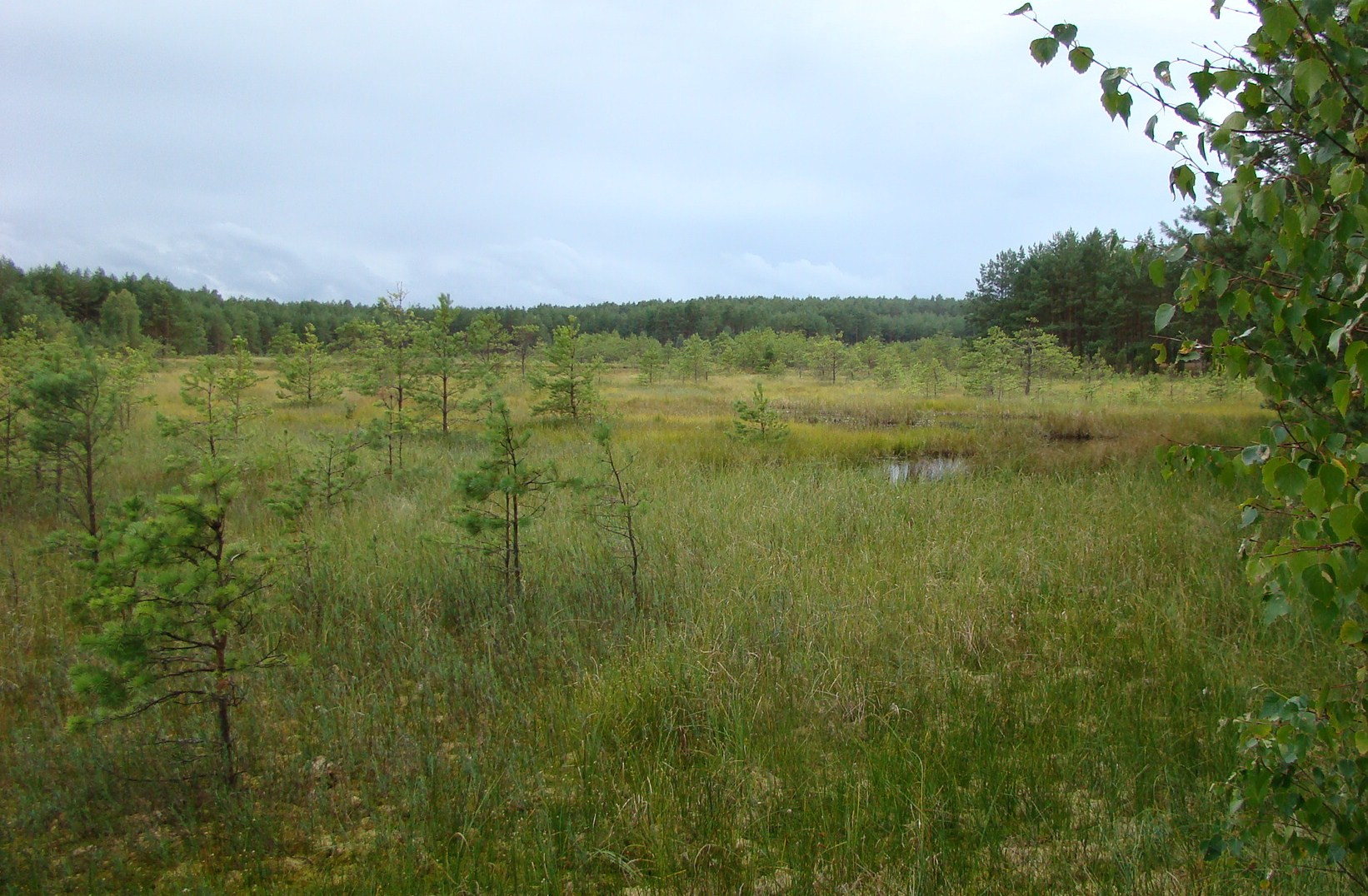
Torfowisko przejściowe, potencjalne siedlisko piórolotka bagniczka

Gatunek zasiedla wyłącznie torfowiska wysokie i torfowiska przejściowe. Jedyną rośliną żywicielską gąsienic jest rosiczka okrągłolistna (niektóre źródła wymieniają również rosiczkę długolistną). Samice składają jaja na dolnej stronie blaszek liściowych, unikając w ten sposób schwytania. Rozwijająca się gąsienica pożera stopniowo liść, zaczynając od jego brzegu. Zjadane są również włoski chwytne znajdujące się na górnej powierzchni liści. Przepoczwarczenie następuje na pędzie kwiatostanowym rośliny żywicielskiej.
W ciągu roku rozwijają się dwa pokolenia – dorosłe owady obserwować można w czerwcu (I pokolenie) oraz sierpniu (II pokolenie), przejawiają one aktywność wieczorem i w nocy, w dzień zazwyczaj tylko przy pochmurnej pogodzie.

## Zagrożenia i ochrona
W Polskiej Czerwonej Księdze Zwierząt – Bezkręgowce gatunek uznany został za narażony na wyginięcie (kategoria VU). Ustąpił na wielu wcześniej znanych stanowiskach, przewiduje się również stopniowe wymieranie obecnie obserwowanych populacji. Głównym czynnikiem zagrożenia jest degradacja jego siedlisk, przede wszystkim osuszanie torfowisk, powodujące sukcesje gatunków drzewiastych i ustępowanie otwartych przestrzeni z udziałem rośliny pokarmowej. Dodatkowym zagrożeniem może być eksploatacja torfu.
W celu ochrony gatunku konieczne jest zachowanie zasiedlonych torfowisk we właściwym stanie, w szczególności utrzymanie w ich obrębie odpowiednich stosunków wodnych.